# László Bárdossy
László Bárdossy de Bárdos (Szombathely, 10 dicembre 1890 – Budapest, 10 gennaio 1946) è stato un politico ungherese, Primo ministro del Regno d'Ungheria dal 1941 al 1942.

## Biografia
Capo del servizio stampa del ministero degli Esteri dal 1924 al 1931, fu membro della legazione ungherese a Londra dal 1931 al 1934 quando venne nominato ambasciatore in Romania. Nel febbraio 1941, qualche giorno dopo la morte di István Csáky, gli succede come ministro degli Esteri nel gabinetto di Pál Teleki. Quando quest'ultimo si suicidò il 3 aprile 1941, Bárdossy venne nominato premier dal reggente d'Ungheria Miklós Horthy.
Come primo ministro Bárdossy perseguì una politica fortemente filo-tedesca nella speranza che un'alleanza con i nazisti potesse permettere all'Ungheria di recuperare i territori persi in seguito al trattato di Trianon. In effetti, in seguito all'occupazione tedesca della Jugoslavia (alla quale partecipò anche un contingente ungherese) Budapest poté annettere alcuni territori della Voivodina, Croazia e Slovenia.
Nel suo celebre diario, il Ministro degli Esteri Galeazzo Ciano ne tracciò un ritratto abbastanza negativo: "Bárdossy è uno di quei classici diplomatici di carriera, gran mangiatore di tartine imburrate ai tè delle signore, frequentatori di legazioni sudamericane e di salotti di contesse sconosciute. Anche il linguaggio che parla è quello tradizionale del capo-missione. Si dimentica di essere il responsabile della Polizia nel suo paese (...). Con tutto ciò, Bárdossy è un brav'uomo, fugace e ampolloso".
Fortemente anti-comunista, Bárdossy promise una serie di interventi legislativi anche contro gli ebrei. In seguito all'invasione tedesca dell'Unione Sovietica il 22 giugno 1941, Horthy dissuase Bárdossy dal dichiarare guerra all'URSS. Nonostante ciò, in seguito al bombardamento della città di Košice (la cui responsabilità fu in quel momento attribuita ai sovietici, ma mai del tutto chiarita), Bárdossy dichiarò guerra senza consultare il Parlamento, in violazione delle norme costituzionali ungheresi.
Dopo l'attacco giapponese a Pearl Harbor il 7 dicembre 1941 Bárdossy dichiarò guerra anche agli Stati Uniti in seguito alle pressioni esercitate dalla Germania che si appellava alla firma da parte dell'Ungheria del Patto tripartito.
Il 7 marzo 1942 Horthy costrinse Bárdossy a dimettersi per motivi non del tutto chiari, forse a causa delle sempre più ingenti perdite dell'esercito ungherese impegnato in URSS. Alcuni sostengono, però, che l'ammiraglio avesse intenzione di formalizzare la successione di suo figlio Miklós Horthy il Giovane a reggente d'Ungheria in caso di sua morte.
In seguito all'occupazione nazista dell'Ungheria nel 1944, Bárdossy (che l'anno precedente aveva fondato la Lega nazionale dei fascisti cristiani uniti) collaborò con i governi di Döme Sztójay e Ferenc Szálasi. Nel novembre 1945, dopo la fine della seconda guerra mondiale e la liberazione del territorio magiaro, venne arrestato con l'accusa di crimini di guerra e collaborazionismo con i nazisti: un tribunale popolare lo condannò a morte e la sentenza venne eseguita circa tre mesi dopo, tramite fucilazione.